# تشانغ بينج
تشانغ بينج (بالصينية: 张鹏) هو ربان ‏ صيني، ولد في 4 يونيو 1981.

## روابط خارجية
- تشانغ بينج على موقع أوليمبيديا (الإنجليزية)
- تشانغ بينج على موقع اللجنة الأولمبية الصينية (الإنجليزية)